# بشل
بشل، روستایی است از توابع بخش نارنجستان شهرستان سوادکوه شمالی در استان مازندران ایران.
شغل اصلی مردمان این روستا کشاورزی و دامداری است و روستای بشل دارای مناطق شالیزاری وسیع میباشد .

## جمعیت
این روستا در دهستان چای‌باغ قرار دارد و براساس سرشماری مرکز آمار ایران در سال ۱۳۸۵، جمعیت آن ۵۶۷ نفر (۱۵۰خانوار) بوده‌است. مردم این روستا به زبان طبری گویش میکنند.